# 贝吉·卡伊德·埃塞卜西
贝吉·凯德·埃塞卜西（法語：Béji Caïd Essebsi，1926年11月29日—2019年7月25日），突尼斯律师和政治家，曾經擔任內政部長、國防部長、外交部長和总理，2014年當選總統。祖先為西西里人，後皈依伊斯蘭教。
2019年7月25日於總統任期內去世，享壽92歲。

## 生平
曾在法国巴黎学习法律，1952年起在突尼斯担任律师。1956年加入哈比卜·布尔吉巴的政府中担任顾问。此后先后担任内政部长（1965年7月5日至1969年9月8日）、国防部长（1969年11月7日至1970年6月12日）、驻法国大使（1971年10月至1972年1月）、外交部长（1981年4月至1986年10月）、驻德国大使（1987年起）、众议院议长（1990年-1991年）等职。
2011年初突尼斯爆发茉莉花革命，本·阿里政府倒台。总理穆罕默德·加努希因为是本·阿里政府成员也迫于压力辞职。他被代总统福阿德·迈巴扎任命为总理。
2014年突尼斯总统选举，在选举第一轮中与时任总统蒙塞夫·马尔祖基得票最多，两人于12月进入第二轮对决，埃塞卜西以55.68%的得票率當選，於12月31日宣誓就職。
2019年6月，埃塞卜西開始頻繁住院接受治疗。7月24日晚，再次因身体不适被送往军队医院。7月25日去世。7月27日葬於杰拉兹公墓。